# بيتي جرين
رالف والدو (بالإنجليزية: Petey Greene)‏ «بيتي» جرين الابن، (23 يناير 1931 - 10 يناير، 1984) كان أمريكياً أفريقياً ومقدماً تلفزيونياً، وحاصلٌ على جائزتي إيمي، رالف والدو جرين تغلب على إدمانه للمخدرات ودخوله السجن بتهمة السطو المسلح ليصبح واحداً من أكثر شخصيات الإعلام شهرةً، غالباً ما ناقش جرين مواضيعاً كالعنصرية، الفقر، إدمان المخدرات، والأحداث المهمة في تلك الفترة.

## حياته
ولد رالف والدو جرين الابن في واشنطن، ابن رالف والدو جرين الأب وجاكلين جرين، تربى رالف على يد والدة أمه ودرس في مدرسة ستيفنز الابتدائية وثانوية كاردوزو، ترك جرين الدراسة ليتطوع في الجيش الأمريكي وكان عمره حينها 16 سنة 1947. خدم جرين في الحرب الكورية وعمل كمسعفٍ وتم تسريحه من الخدمة عام 1953.
في يناير 1960 أُدين جرين بتهمة السطو المسلح على محل بقالةٍ، وحكم عليه بالسجن لمدة 10 سنوات في إصلاحية لورتون بمقاطعة فريفاكس بولاية فيرجينيا، هناك أصبح دي جي الشيء الذي جعله مشهوراً ومحبوباً من قبل زملائه بالسجن، في شهر مايو عام 1966 أقنع جرين زميله في الزنزانة بالصعود لأعلى برج بالسجن والتهديد بالانتحار، ليستطيع جرين بدوره إقناعه بالعدول عن قراره و«إنقاذ حياته»، ذكر جرين لاحقاً في برنامجه الحواري بأن الأمر استغرقه ستة أشهرٍ ليقنع زميله بالصعود لأعلى البرج.

## سيرته المهنية
في صيف سنة 1966، تم تعيين جرين للعمل من قبل ديوي هيوز للعمل كدي جي في محطة إي أم راديو وكان له برنامجه الإذاعي الخاص. موسيقى الراب مع بيتي جرين الذي تمت إذاعته في واشنطن في أواخر سنة الستينيات وبداية السبعينيات، بعد مدةٍ وجيزةٍ ذاع صيته ليستضيف برنامج التلفزيوني الخاص واشنطن بيتي جرين الذي فاز بجائزتي إيمي. في مارس 1978 تمت دعوة بيتي جرين إلى البيت الأبيض من قبل رئيس الولايات المتحدة جيمي كارتر لاستقبال جوزيف بروز تيتو رئيس يوغوسلافيا. لاحقاً قال جرين مازحاً لصحيفة واشنطن بوست أنه سرق ملعقةً خلال حفل العشاء.

## النشاط السياسي
بصرف النظر عن كونه مضيفاً تلفازياً وحوارياً، كان جرين ناشطاً سياسياً، حيث قام بإنشاء مركز مساعدةٍ يحمل اسمه يهدف لمساعدة السجناء السابقين هذا المركز لا يزال يعمل حتى الآن، كما بيتي جرين ضد الفقر والعنصرية في برامجه التلفزيونية، كان كذلك أيضاً في الشوارع، حيث قام بالمشاركة في العديد من المظاهرات خلال فترة شعبيته. بعد اغتيال مارتن لوثر كينغ في أبريل 1968، وأثناء أعمال الشغب التي اندلعت في جميع أنحاء الولايات المتحدة الأمريكة قام جرين بتصريحاتٍ على الهواء حيث كان له الفضل في قمعها وإيقافها لاحقاً.

## وفاته
في سنة 1982 أصيب بيتي جرين بسرطان الكبد، ونتيجة لصحته المتدهورة توفي بتاريخ 10 يناير 1984 أي قبل ثلاثين يوماً من عيد ميلاده الثالث والخمسين، تاركاً وراءه زوجته وأولادهما الأربعة. ما يقارب عشرة آلاف شخص قاموا بتشييع جنازته في الكنيسة.

## وصلات خارجية
- بيتي جرين على موقع IMDb (الإنجليزية)
- PeteyGreene.com
- NPR's "All Things Considered" July 13, 2007 - includes audio clips and review of the film Talk to Me
- Adjust Your "Color: The Truth of Petey Greene - Exclusive 20-minute Preview"